# Проклятые острова
Про́клятые острова — группа из 15 островов на юге Карского моря в Ямало-Ненецком автономном округе.

## Топоним
Названы в 1932 году гидрографами Управления по обеспечению безопасности кораблевождения в Карском море и устьях сибирских рек (УБЕКО Сибири) за трудный из-за мелководья подход к островам на шлюпке.

## География
Расположены в Гыданской губе Карского моря, возле северной части Гыданского полуострова, между его полуостровами Олений на юго-востоке и Мамонта на юге, а также островом Олений на севере. Южнее находится Юрацкая губа, западнее — пролив Олений. Вблизи также расположены Песцовые острова в 39 километрах западнее и остров Ровный (Пародото-Нго) в 5 километрах восточнее.
Крайней западной точкой восточного острова является мыс Вэва. Глубины в прилегающей акватории достигают 6 метров.
Входят в состав Гыданского национального парка.